# Anthoceros verruculosus
Anthoceros verruculosus là một loài rêu trong họ Anthocerotaceae. Loài này được J. Haseg. mô tả khoa học đầu tiên năm 1993.